# Diala varia
Diala varia är en snäckart. Diala varia ingår i släktet Diala och familjen Cerithiidae. Inga underarter finns listade i Catalogue of Life.